# Larut, Matang dan Selama
Larut, Matang dan Selama is een district in de Maleisische deelstaat Perak.
Het district telt 334.000 inwoners op een oppervlakte van 2100 km².